# Чертижне
Чертижне (словац. Čertižné, русин. Чертижне) — село и одноимённая община в районе Медзилаборце Прешовского края Словакии. В письменных источниках начинает упоминаться с 1431 года.

## География
Село расположено в восточной части края, на левом берегу реки Лаборец, при автодороге 559. Абсолютная высота — 432 метра над уровнем моря. Площадь муниципалитета составляет 23,73 км².

## Население
По данным последней официальной переписи 2021 года, численность населения Чертижне составляла 323 человека.
Динамика численности населения общины по годам:
| Год:                | 1994 | 2004     | 2014     | 2024     |
| ------------------- | ---- | -------- | -------- | -------- |
| Количество человек: | 484  | 408      | 346      | 304      |
| Разница:            |      | −15,70 % | −15,19 % | −12,13 % |

Национальный состав населения (по данным переписи населения 2011 года):
| Национальность | Численность, человек |
| -------------- | -------------------- |
| русины         | 240                  |
| словаки        | 113                  |
| украинцы       | 6                    |
| венгры         | 3                    |
| чехи           | 3                    |
| не указана     | 10                   |
| всего          | 375                  |

По данным переписи 2021 года, в конфессиональном составе населения преобладали греко-католики (72,1 %), православные христиане (10,5 %) и католики (7,1 %).